# Amtsgericht Göttingen

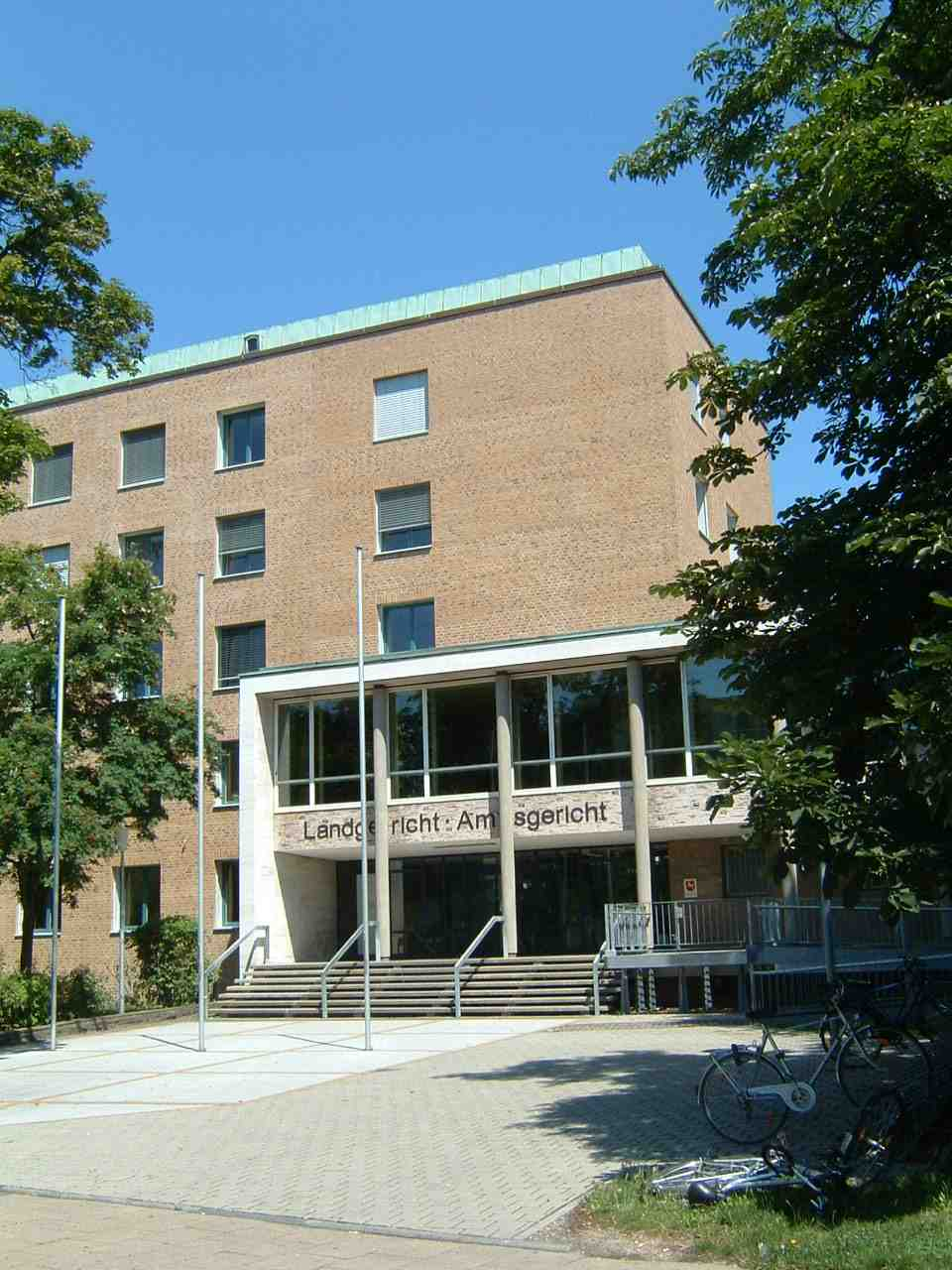
Der ehemalige gemeinsame Eingang von Amtsgericht und Landgericht Göttingen in der Godehardstraße / Ecke Berliner Straße. Das Amts-, Land- und Arbeitsgericht erreicht man nur über den gemeinsamen Zugang im Maschmühlenweg 11 (2005)

Das Amtsgericht Göttingen ist eines von sieben Amtsgerichten im Landgerichtsbezirk Göttingen. Es hat seinen Sitz in der Berliner Straße 8 in Göttingen.
Das Amtsgericht hatte am 31. Dezember 2004 insgesamt 171 Mitarbeiter, darunter 21 Richter und 28 Rechtspfleger. Der Gerichtsbezirk des Amtsgerichts Göttingen umfasst die Universitätsstadt Göttingen sowie die Gemeinden Adelebsen, Bovenden, Friedland, Gleichen und Rosdorf. Das Amtsgericht Göttingen hat somit etwa 175.000 Gerichtseingesessene. Übergeordnetes Gericht ist das Landgericht Göttingen.

## Geschichte

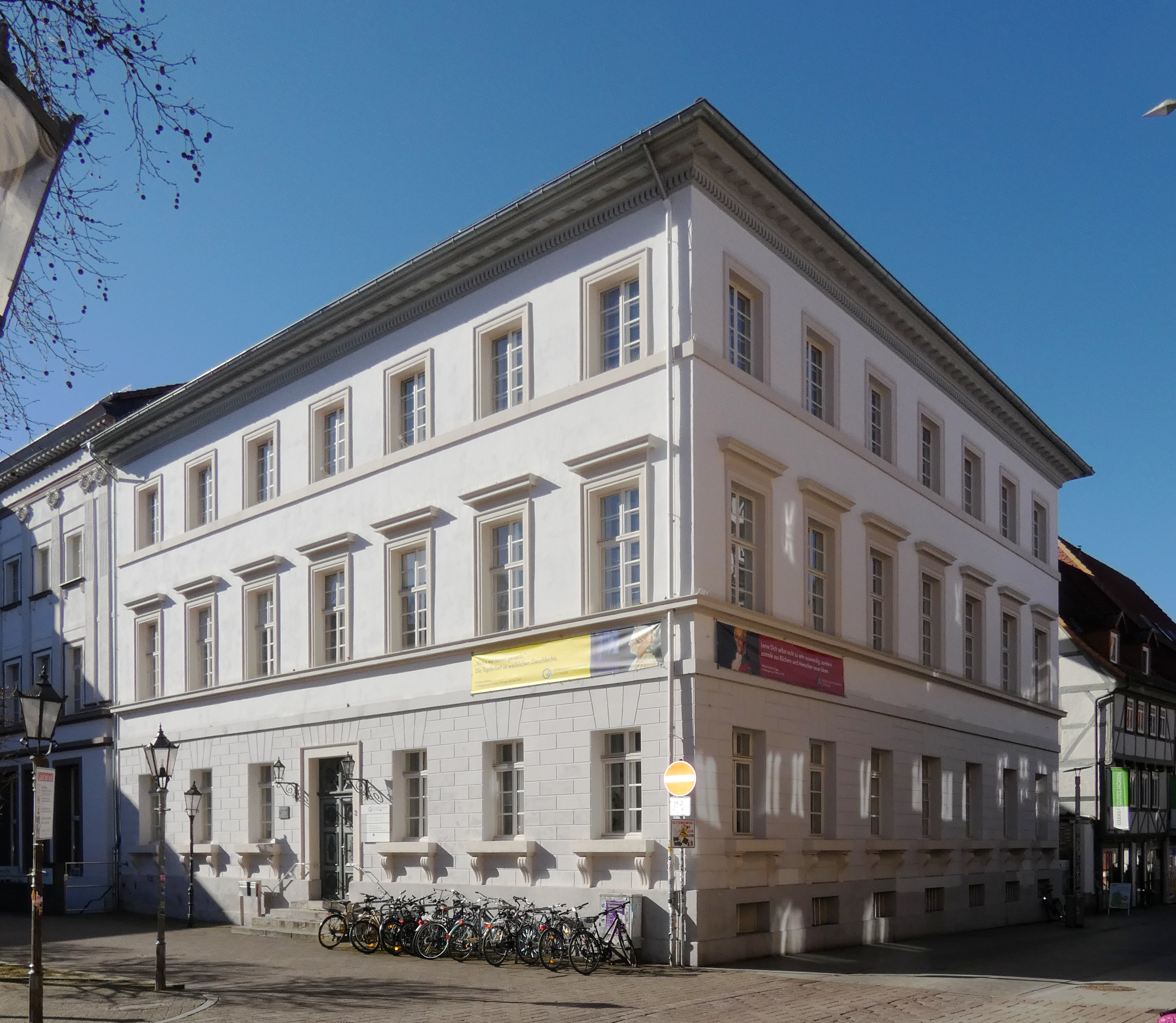
Sitz des Amtsgerichts Göttingen von 1852 bis 1962: Wilhelmsplatz 2

Das Amtsgericht Göttingen wurde am 1. Oktober 1852 im Zuge der „Großen Justizreform“ im Königreich Hannover gemeinsam mit weiteren 167 Amtsgerichten und als eines von 13 Amtsgerichten im Landdrosteibezirk Hildesheim gegründet. In den ersten Jahren kam das Amtsgericht zunächst beim übergeordneten Obergericht Göttingen in dessen Gebäude am Wilhelmsplatz unter. Nachdem das Obergericht im Jahr 1857 an den Waageplatz, dem heutigen Sitz der Staatsanwaltschaft, zog, verfügte das Amtsgericht für mehr als 100 Jahre allein über die Räumlichkeiten am Wilhelmsplatz. 1859 wurden die Amtsgerichte Bovenden und Radolfshausen aufgehoben und deren Gerichtsbezirke dem des Amtsgerichtes Göttingen zugeordnet.
Durch die über größer werdende Raumnot wurden bis zum Zweiten Weltkrieg mehrere Gebäude hinzugemietet, darunter die Villa Baurat-Gerber-Straße 3 und einige Räume in der Barfüßer Straße 1. Am 1. April 1962 konnte es in den Neubau an der Berliner Straße ziehen, der ursprünglich als Anbau des Landgerichts gedacht war. Im Jahr 1992 wurde der noch der heutige Neubau des Amts- und Landgerichts errichtet.
Heute liegen die Tätigkeiten des Amtsgerichts Göttingen u. a. in den Bereichen des Zivil- und Strafrechts, des Familien- und Betreuungsrechts und des Nachlassgerichts. Darüber hinaus ist dieses Amtsgericht das für den Landgerichtsbezirk zuständige Registergericht und eines der zwei im Landgerichtsbezirk bestehenden Insolvenzgerichte.